# ꝷ
Cette page contient des caractères spéciaux ou non latins. S’ils s’affichent mal (▯, ?, etc.), consultez la page d’aide Unicode.
La lettre tum, ꝷ (minuscule uniquement), est une lettre additionnelle de l’alphabet latin utilisée en latin au Moyen Âge comme abréviation de -tum ou -tur.

## Utilisation
Le signe tum est utilisé au Moyen Âge dans certaines abréviations latines pour -tum comme tanꝷ  (tantum, « autant ») ou quanꝷ  (quantum, « combien ») ou encore pour -tur comme amaꝷ  (amatur, « aimé »),.

## Représentations informatiques
Le tum peut être représenté avec les caractères Unicode (latin étendu D) suivants :
| formes    | représentations | chaînes de caractères | points de code | descriptions                |
| --------- | --------------- | --------------------- | -------------- | --------------------------- |
| minuscule | ꝷ               | ꝷ                     | U+A777         | lettre minuscule latine tum |